# Lucie Cousturier
Lucie Cousturier (Paris, 19 de dezembro de 1876 — Paris, 16 de junho de 1925) foi uma pintora e escritora francesa. Ela era conhecida pelos livros que relatavam suas experiências de viagem na África Ocidental Francesa em 1921-22.

## Primeiros anos
Lucie Brû nasceu em Paris em 19 de dezembro de 1876. Seu pai era Léon Casimir Brû, rico proprietário de uma fábrica de bonecas parisiense. Ela ficou interessada em pintura aos quatorze anos e estudou com Paul Signac e Henri-Edmond Cross. Ela também era amiga íntima do pontilhista Georges Seurat. Ela estudou o trabalho desses pintores e pintou em um estilo semelhante a eles. Em 6 de janeiro de 1901, ela se casou com o pintor e crítico de arte Edmond Cousturier, passando a usar o nome do marido. O irmão de seu marido era Paul Cousturier, membro da administração colonial na África.
Lucie Cousturier exibiu pela primeira vez no Salon des Artistes Indépendants em 1901 e exibia três a oito óleos todos os anos até 1920. Ela exibiu em outras exposições em Bruxelas e Berlim e, no final de 1906, fez seu primeiro solo exposição em Paris.  Em 1907, ela possuía um domínio perfeito da técnica e da cor. Em suas pinturas posteriores, principalmente cenas ao ar livre, seu estilo se tornou cada vez mais fluido e livre, com cores quentes e vivas.
Durante a Primeira Guerra Mundial, Lucie Cousturier morou em uma casa em Fréjus comprada em 1913, "Les Parasols", ao lado da qual havia campos onde os fuzileiros senegaleses ficavam antes de irem para a frente de guerra. Ela visitou os campos e decidiu melhorar o aprendizado dos soldados da língua francesa. Para esse fim, organizou aulas de alfabetização em casa, e esse seria o tema de uma história sobre Des Inconnus chez moi (Alguns estranhos em minha casa), publicada em 1920. A empresa la Poursuite adatou esse trabalho ao palco em 2014 para comemorar o centenário da guerra.

## Viagens e escritos africanos
A ministra das colônias ouviu falar do trabalho de Cousturier com os senegaleses e deu-lhe a missão de visitar a África Ocidental e fazer um "estudo do ambiente familiar do indígena e, mais particularmente, o papel do indígena no que diz respeito à influência que ele exerce. sobre a formação moral dos filhos". Ela desembarcou em Dakar em 13 de outubro de 1921 e passou os sete meses seguintes viajando na região. Ela mantinha um diário em que dava suas impressões sobre a terra, as pessoas e o modo como se relacionava com elas, e fazia esboços do que via. Seu diário acabou por formar a base de dois livros. Ela não tinha preconceitos, estava relacionada com as pessoas como as encontrava, fazia de tudo para formar amizades com mulheres africanas e sempre estava consciente de sua própria posição como membro da elite colonial. 
Lucie Cousturier foi uma das primeiras a escrever sobre o assunto das relações entre africanos e europeus, à frente de outros intelectuais franceses como André Gide com Voyage au Congo (1927) e Retour du Tchad (1928) e Michel Leiris com L 'Afrique fantôme (1934). Ela criticava a estrutura colonial, mas mais criticava as atitudes patriarcais da população local, que via como um grande obstáculo ao progresso. Após seu retorno à França, escreveu Le Paria, um jornal para o proletariado preto e amarelo", Ela dedicou o resto de sua vida à luta pela emancipação das pessoas de cor.
Em outubro de 1923, para a reabertura de sua Galerie de Bruxelles, George Giroux encenou uma exposição das obras de Paul Signac e Lucie Cousturier, incluindo 164 de seus desenhos e aquarelas da jornada africana. Alguns trechos de seus escritos com algumas de suas fotos foram publicados em 1923. A revista literária Europa publicou um capítulo de seu trabalho em 1924. Seu trabalho completo foi publicado em 1925 em dois volumes: Mes Inconnus chez eux: Mon ami Fatou (Meus estranhos em casa: meu amigo Fatou) e Mes Inconnus chez eux: Mon ami Soumaré.
Lucie Cousturier morreu em Paris em 16 de junho de 1925. Em um artigo publicado em 1925, o romancista René Maran disse que ela era "dois olhos e um coração".

## Trabalhos

### Pinturas
A maioria das pinturas de Lucie Cousturier estão em coleções particulares.
- Autoportrait, huile sur bois vers 1905-1910, Museu de Arte de Indianapolis, Minneapolis
- Vaso de flor, huile sur toile, Museu de Arte de Indianapolis
- Femme faisant du crochet, huile sur toile, v. 1908, Museu de Orsay

### Obras literárias
- Des inconnus chez moi, 1920
- La Forêt du Haut-Niger, 1923
- Mes inconnus chez eux: 1. Mon amie Fatou, citadine. F. Rieder et Cie. Paris: [s.n.] 1925. 255 páginas
- Mes inconnus chez eux: 2. Segunda-feira Soumaré, laptot 1925